# Energia nel Canton Appenzello Esterno
Il Canton Appenzello Esterno importa gran parte della sua energia elettrica al di fuori del territorio cantonale. La produzione autonoma di elettricità tramite energia solare è però in aumento. Il cantone promuove la sostituzione di impianti di riscaldamento a elettricità, gas e olio combustibile con pompe di calore, teleriscaldamento, impianti a legna e impianti a solare termico. Già adesso l'utilizzo di impianti a legna è superiore rispetto alla media nazionale.

## Elettricità

### Produzione
Il cantone produce elettricità prevalentemente da impianti solari, idroelettrici e a biomassa. In particolare la produzione da energia solare è aumentata notevolmente negli anni 2010, passando da 672 MWh/anno nel 2011 a 10716 MWh/anno nel 2019. La produzione autonoma di elettricità è comunque solo una frazione del consumo complessivo, sebbene in termini percentuali sia passata dal 4,5% nel 2011 all'8,8% nel 2019.
Nel suo piano energetico, il cantone si è posto l'obiettivo di mantenere costante a 7 GWh/anno la produzione di elettricità tramite energia idroelettrica, e di aumentare la produzione da altre energie rinnovabili come solare e eolico fino a 32 GWh/anno.
██ 2011
██ 2013
██ 2015
██ 2017
██ 2019

### Consumo
Sia il consumo di elettricità complessivo che quello per abitante risultano stabili, rispettivamente 318 562 MWh/anno e 6 MWh/anno per abitante nel 2019. Il 52,82% di tale consumo è dovuto agli utilizzi domestici, mentre il 45,7% si deve alle attività economiche (esclusa l'agricoltura). Il restante consumo è riferito all'agricoltura e all'illuminazione pubblica. Tali valori si sono mantenuti stabili lungo gli anni 2010, con l'eccezione del consumo da pompe di calore per utilizzo domestico, quasi raddoppiato dai 18 572 MWh/anno nel 2011 ai 31 683 MWh/anno nel 2019.
Nel suo piano energetico, il cantone si è posto l'obiettivo di ridurre il consumo di elettricità pro-capite del 6% rispetto al 2005 entro il 2025.

### Operatori e prezzi
Nel cantone operano 11 aziende elettriche, molte delle quali facenti riferimento a un unico comune. L'elenco delle aziende, dei comuni serviti e delle tariffe elettriche di tipo H4 (4500 kWh/anno: appartamento cinque locali con piastre elettriche e asciugabiancheria, senza boiler elettrico) è il seguente:
| Nome                                                  | Comuni serviti | Tariffa H4 2022 cent/kWh | Tariffa H4 2023 cent/kWh |
| ----------------------------------------------------- | --- | ------------------------ | ------------------------ |
| Elektra Walzenhausen                                  | Walzenhausen | 23,54                    | 24,58                    |
| Elektra-Korporation EKW                               | Wolfhalden | 25,87                    | 32,29                    |
| Elektra-Korporation Reute AR                          | Reute | 20,58                    | 37,66                    |
| Elektrizitätsversorgung Grub AR                       | Grub | 22,63                    | 44,03                    |
| Elektrizitätsversorgung Rebstein                      | Reute | 23,33                    | 24,35                    |
| Elektrizitätswerk Heiden AG                           | Heiden | 21,8                     | 27,24                    |
| Elektrizitätswerk Urnäsch AG                          | Urnäsch | 24,86                    | 33,87                    |
| Elektrokorporation Schachen-Reute                     | Reute | 25,06                    | 47,92                    |
| Elektrokorporation Wald-St. Peterzell                 | Schwellbrunn | 18,97                    | 24,22                    |
| Hydrantenkorporation & Elektraversorgung Schönengrund | Schönengrund | 20,25                    | 26,65                    |
| St.Gallisch-Appenzellische Kraftwerke AG SAK          | Herisau, Hundwil, Schwellbrunn, Stein, Waldstatt, Bühler, Gais, Speicher, Teufen, Trogen, Lutzenberg, Rehetobel, Wald | 20,28                    | 26,72                    |

L'invasione russa dell'Ucraina, l'aumento dei prezzi del carbone, il prezzo elevato del CO2 e la capacità di produzione inferiore alla media delle centrali nucleari francesi ha comportato un aumento delle tariffe elettriche in Svizzera per il 2023. Differenze di aumento tra un operatore e l'altro dipendono dalla capacità di produrre elettricità in maniera autonoma e dalla stipula di contratti di fornitura più a breve o più a lungo termine.

## Riscaldamento
Nel Canton Appenzello Esterno la tipologia di riscaldamento più utilizzata è quella a olio combustibile. Rispetto alla media svizzera, sistemi di riscaldamento a legna sono più utilizzati, mentre meno frequenti sono riscaldamenti a elettricità, tramite pompa di calore o tramite teleriscaldamento.
██ Svizzera
██ Appenzello Esterno

## Acqua calda
Più di un terzo (39,32%) degli edifici in Appenzello Esterno produce acqua calda tramite elettricità, percentuale superiore alla media nazionale. Le altre fonti di energia più utilizzate sono l'olio combustibile, il gas, e le pompe di calore, seppure con percentuali inferiori alla media svizzera. La produzione di acqua calda con legna è leggermente superiore alla media nazionale.
██ Svizzera
██ Appenzello Esterno

## Obiettivi e politiche cantonali
Nel suo piano energetico 2017-2025, il cantone si è posto diversi obiettivi sul campo energetico, tra cui:
- Mantenimento a 7 GWh/anno della produzione di elettricità tramite energia idroelettrica
- Aumento della produzione di elettricità da energie rinnovabili come solare e eolico fino a 32 GWh/anno.
- Riduzione del consumo di elettricità pro-capite del 6% rispetto al 2005 entro il 2025
- Riduzione dal 15% entro il 2025 della domanda di energia da fonti fossili nel settore dell'edilizia rispetto al 2015.
- Almeno il 50% del riscaldamento prodotto con fonti rinnovabili per gli edifici delle sedi amministrativi e finanziarie del cantone entro il 2025.
- Aumento della produzione di energia solare di 10 GWh nel 2025 rispetto al 2015.
- Produzione di 5 GWh di elettricità da energia eolica entro il 2030.
- Messa in funzione di 500 batterie da accumulo a uso domestico entro il 2025.
- Riduzione del &5 del consumo di elettricità dell'amministrazione cantonale entro il 2025 rispetto al 2005.
- Almeno il 7% del parco autoveicoli a trazione parzialmente o totalmente elettrica entro il 2025.
- Aumento del 10% dell'efficienza energetica per le attività produttive entro il 2025 rispetto al 2015.

Per raggiungere tali obiettivi, il cantone ha previsto una serie di provvedimenti e sussidi per un valore di 2 550 000 CHF, di cui un milione proveniente dal bilancio cantonale e il restante dal governo federale. Oltre ai sussidi, il cantone ha previsto altri interventi, tra cui mappatura del potenziale territoriale per l'energia solare, geotermica e eolica, la promozione dei sistemi di accumulo dell'elettricità e dei sistemi di ricarica per le auto elettriche, studi di fattibilità sul potenziale di utilizzo del calore residuo nella produzione, la promozione di consulenze energetiche e diffusione di materiale informativo, supporto ai comuni per l'introduzione di piani energetici comunali e di imposte comunali sull'elettricità, la raccolta di dati sull'energia, la collaborazione con aziende e organizzazioni per il risparmio energetico.
| Intervento | Sussidio |
| --- | --- |
| Isolamento termico di facciate, tetti, pareti e pavimenti a terra per edifici con concessione edilizia antecedente al 2000                                             | 50 CHF/m², massimo 100 000 CHF +30 CHF/m² con ristrutturazione completa delle parti principali con incremento efficienza energetica, massimo 60 000 CHF                                                                                                 |
| Sostituzione di riscaldamento a olio combustibile, gas, o elettricità con riscaldamento a legna in pezzi o pellet fino a 70 kW                                         | 5 500 CHF +4 500 CHF con installazione di impianto di distribuzione del calore |
| Sostituzione di riscaldamento a olio combustibile, gas, o elettricità con sistemi automatici di riscaldamento a legna fino a 70 kW (edifici fino a 12,5 kWth = 250 m²) | 7 500 CHF +4 500 CHF con installazione di impianto di distribuzione del calore Massimo 4 500 CHF per edifici non residenziali e 20 000 CHF per edifici residenziali                                                                                     |
| Sostituzione di riscaldamento a olio combustibile, gas, o elettricità con sistemi automatici di riscaldamento a legna fino a 70 kW (edifici oltre 12,5 kWth)           | 6 875 CHF +50 CHF/kWth +360 CHF/kWth con installazione di impianto di distribuzione del calore Massimo 4 500 CHF per edifici non residenziali e 20 000 CHF per edifici residenziali                                                                     |
| Sostituzione di riscaldamento a olio combustibile, gas, o elettricità con sistemi automatici di riscaldamento a legna di oltre 70 kW                                   | 180 CHF/kWth +360 CHF/kWth con installazione di impianto di distribuzione del calore Massimo 4 500 CHF per edifici non residenziali e 20 000 CHF per edifici residenziali                                                                               |
| Sostituzione di riscaldamento a olio combustibile, gas, o elettricità con pompa di calore a aria/acqua (edifici fino a 12,5 kWth = 250 m²)                             | 4 850 CHF +4 500 CHF con installazione di impianto di distribuzione del calore Massimo 4 500 CHF per edifici non residenziali e 20 000 CHF per edifici residenziali                                                                                     |
| Sostituzione di riscaldamento a olio combustibile, gas, o elettricità con pompa di calore a aria/acqua (edifici oltre 12,5 kWth)                                       | 4 100 CHF +60 CHF/kWth +360 CHF/kWth con installazione di impianto di distribuzione del calore Massimo 4 500 CHF per edifici non residenziali e 20 000 CHF per edifici residenziali                                                                     |
| Sostituzione di riscaldamento a olio combustibile, gas, o elettricità con pompa di calore a solare/acqua (edifici fino a 12,5 kWth = 250 m²)                           | 10 000 CHF +4 500 CHF con installazione di impianto di distribuzione del calore Massimo 4 500 CHF per edifici non residenziali e 20 000 CHF per edifici residenziali                                                                                    |
| Sostituzione di riscaldamento a olio combustibile, gas, o elettricità con pompa di calore a solare/acqua (edifici oltre 12,5 kWth)                                     | 7 750 CHF +180 CHF/kWth +360 CHF/kWth con installazione di impianto di distribuzione del calore Massimo 4 500 CHF per edifici non residenziali e 20 000 CHF per edifici residenziali                                                                    |
| Allacciamento a una rete di teleriscaldamento in sostituzione di riscaldamento a olio combustibile, gas, o elettricità (edifici fino a 12,5 kWth = 250 m²)             | 6 750 CHF +4 500 CHF con installazione di impianto di distribuzione del calore Massimo 4 500 CHF per edifici non residenziali e 20 000 CHF per edifici residenziali                                                                                     |
| Allacciamento a una rete di teleriscaldamento in sostituzione di riscaldamento a olio combustibile, gas, o elettricità (edifici oltre 12,5 kWth)                       | 6 500 CHF +20 CHF/kWth +360 CHF/kWth con installazione di impianto di distribuzione del calore Massimo 4 500 CHF per edifici non residenziali e 20 000 CHF per edifici residenziali                                                                     |
| Installazione di impianto solare termico | 3 000 CHF +500 CHF/kWth Massimo 100 000 CHF |
| Restrutturazione completa con certificazione Minergie/Minergie-A | Abitazioni mono- e bifamiliari:140 CHF/m² superficie di riferimento energetico Abitazioni multifamiliari: 100 CHF/m² superficie di riferimento energetico Edifici non abitativi: CHF 60 CHF/m² superficie di riferimento energetico Massimo 100 000 CHF |
| Restrutturazione completa con certificazione Minergie-P | Abitazioni mono- e bifamiliari:175 CHF/m² superficie di riferimento energetico Abitazioni multifamiliari: 110 CHF/m² superficie di riferimento energetico Edifici non abitativi: CHF 65 CHF/m² superficie di riferimento energetico Massimo 100 000 CHF |
| Costruzione di nuovo edificio con standard Minergie-P | Abitazioni mono- e bifamiliari:75 CHF/m² superficie di riferimento energetico Abitazioni multifamiliari: 40 CHF/m² superficie di riferimento energetico Edifici non abitativi: CHF 30 CHF/m² superficie di riferimento energetico Massimo 100 000 CHF   |
| Installazione di impianti fotovoltaici | Contributo aggiuntivo equivalente al contributo federale, massimo 100 000 CHF |
| Tassa di certificazione Minergie | Copertura del costo di certificazione per standard Minergie, Minergie-A, Minergie-P |
| Consulenza su installazione e utilizzo di impianti solari termici o elettrici                                                                                          | 300 CHF |